# Lucile Watson
Lucile Watson (Québec, 27 maggio 1879 – New York, 24 giugno 1962) è stata un'attrice canadese.

## Filmografia
- The Girl with the Green Eyes, regia di Herbert Blaché (1916) - non accreditata
- La famiglia reale di Broadway (The Royal Family of Broadway), regia di George Cukor e Cyril Gardner (1930) - non accreditata
- The Inventors, regia di Al Christie (1934)
- Men in Black, regia di Ray McCarey (1934) - non accreditata
- What Every Woman Knows, regia di Gregory La Cava (1934)
- The Bishop Misbehaves, regia di Ewald André Dupont (1935)
- Il giardino di Allah (The Garden of Allah), regia di Richard Boleslawski (1936)
- Una donna si ribella (A Woman Rebels), regia di Mark Sandrich (1936)
- Tre ragazze in gamba (Three Smart Girls), regia di Henry Koster (1936)
- Little Me, regia di Roy Mack (1938)
- 4 in paradiso (The Young in Heart), regia di Richard Wallace (1938)
- Bisticci d'amore (Sweethearts), regia di W. S. Van Dyke (1938)
- Ritorna l'amore (Made for Each Other), regia di John Cromwell (1939)
- Donne (The Women), regia di George Cukor (1939)
- Il ponte di Waterloo (Waterloo Bridge), regia di Mervyn LeRoy (1940)
- Lo stalliere e la granduchessa (Florian), regia di Edwin L. Marin (1940)
- Il signore e la signora Smith (Mr. & Mrs. Smith), regia di Alfred Hitchcock (1941)
- Follia (Rage in Heaven), regia di W.S. Van Dyke (1941)
- Passi nel buio (Footsteps in the Dark), regia di Lloyd Bacon (1941)
- La grande menzogna (The Great Lie), regia di Edmund Goulding (1941)
- Una moglie modello (Model Wife), regia di Leigh Jason (1941)
- Quando il giorno verrà (Watch on the Rhine), regia di Herman Shumlin (1943)
- Tre giorni di gloria (Uncertain Glory), regia di Raoul Walsh (1944)
- L'estrema rinuncia (Till We Meet Again), regia di Frank Borzage (1944)
- L'uomo ombra torna a casa (The Thin Man Goes Home), regia di Richard Thorpe (1945)
- Conta solo l'avvenire (Tomorrow Is Forever), regia di Irving Pichel (1946)
- Quella di cui si mormora (My Reputation), regia di Curtis Bernhardt (1946)
- Preferisco mio marito (Never Say Goodbye), regia di James V. Kern (1946)
- I racconti dello zio Tom (Song of the South), regia di Harve Foster e Wilfred Jackson (1946)
- Il filo del rasoio (The Razor's Edge), regia di Edmund Goulding (1946)
- La sfinge del male (Ivy), regia di Sam Wood (1947)
- Il valzer dell'imperatore (The Emperor Waltz), regia di Billy Wilder (1948)
- La bella imprudente (Julia Misbehaves), regia di Jack Conway (1948)
- Quel meraviglioso desiderio (That Wonderful Urge), regia di Robert B. Sinclair (1948)
- Piccole donne (Little Women), regia di Mervyn LeRoy (1949)
- Se mia moglie lo sapesse (Everybody Does It), regia di Edmund Goulding (1949)
- Sola col suo rimorso (Harriet Craig), regia di Vincent Sherman (1950)
- Torna con me (Let's Dance), regia di Norman Z. McLeod (1950)
- Voglio essere tua (My Forbidden Past), regia di Robert Stevenson (1951)

## Doppiatrici italiane
- Lola Braccini in Ritorna l'amore, Il filo del rasoio, La sfinge del male, Piccole donne, Se mia moglie lo sapesse, Sola col suo rimorso
- Giovanna Scotto ne Il giardino di Allah (ridoppiaggio)[1], L'estrema rinuncia, Conta solo l'avvenire, Voglio essere tua
- Tina Lattanzi in Preferisco mio marito, I racconti dello zio Tom
- Giovanna Cigoli in Una donna si ribella
- Rosina Galli in Follia
- Amina Pirani Maggi ne Il ponte di Waterloo
- Velia Cruicchi Galvani in Donne
- Franca Dominici in Follia (ridoppiaggio)
- Lydia Simoneschi ne I racconti dello zio Tom (ridoppiaggio)
- Alina Moradei ne Il signore e la signora Smith (ridoppiaggio)[2]